# (464294) 2016 AL93
(464294) 2016 AL93 es un asteroide perteneciente al cinturón de asteroides, descubierto el 26 de diciembre de 2011 por el equipo Spacewatch desde el Observatorio Nacional de Kitt Peak (Arizona, Estados Unidos).